# 669
669 (DCLXIX) fue un año común comenzado en lunes del calendario juliano, en vigor en aquella fecha.

## Acontecimientos
- 27 de mayo: Teodoro de Tarso toma posesión del Arzobispado de Canterbury.
- Juan V se convierte en Patriarca de Constantinopla.

## Nacimientos
- Gregorio II, papa.
- Justiniano II, emperador romano de Oriente.

## Fallecimientos
- Hasan ibn Ali, nieto de Mahoma y segundo Imán chiita.
- Mececio, usurpador bizantino.
- Fujiwara no Kamatari, ministro japonés.
- 31 de diciembre: Li Shiji, general chino, Canciller de la Dinastía Tang.